# Motta (azienda)
Motta è un marchio italiano di prodotti dolciari e gelati, in origine appartenente in toto all'omonima azienda fondata a Milano nel 1919 da Angelo Motta.

## Gruppo
Motta intesa come società cessa di esistere nel 1976, quando la SME (divenutane azionista di maggioranza nel 1968) decide di fonderla insieme all'Alemagna (azienda dolciaria milanese considerata sua tradizionale rivale e anch'essa rilevata dalla SME nel 1970) nella Unidal. L'azienda originaria milanese, che per oltre cinquant'anni è stata molto famosa sia in Italia sia in alcuni stati europei e americani con il famoso logo aziendale a forma di gonfalone a 2 punte (rosso per il settore dei prodotti di pasticceria e stuzzicheria - biscotti, merende, crackers, salatini - azzurro per il settore dei gelati confezionati), nonché con un logo speciale solo per la produzione di dolci natalizi e pasquali costituito da una "M" blu stilizzata su una scritta dorata dell'azienda, dopo lo scioglimento della SME ed il conseguente smembramento delle sue attività tra varie società poi cedute a terzi, non esiste più come marchio facente capo ad un unico gruppo imprenditoriale a sé stante.
Il ramo d'azienda che produce gelati è stato dal 1993 al 2016 di proprietà della multinazionale svizzera Nestlé, prima di essere ceduto da questa alla Froneri, mentre il settore dei prodotti da forno e dolciario, che assieme rappresentano il maggior volume di introiti, era stato ceduto nel 2009, sempre da Nestlé, all'azienda italiana Bauli S.p.A.
Insieme con Ferrero è uno dei marchi italiani del settore dolciario più famosi al mondo.
Per quanto riguarda il mercato italiano del gelato, secondo dati del 2018 i prodotti Gelati Motta (Froneri) hanno una quota di mercato pari al 18%, al terzo posto delle vendite dopo quelli di Algida (Unilever), leader di mercato con una quota pari al 45%, e Sammontana, che ha una quota di mercato pari al 20% circa.

## Storia

### Gli inizi

Primo negozio di Angelo Motta in via della Chiusa a Milano nel 1919

Nacque per opera di Angelo Motta nel 1919 come una società individuale, la "Angelo Motta Pasticciere", in un laboratorio artigianale di prodotti dolciari sito in Via della Chiusa a Milano. Il suo prodotto più famoso era il panettone, tradizionale e tipico dolce meneghino.
Grazie al grande successo del panettone Motta e degli altri prodotti dolciari, nel 1925 viene aperto un secondo laboratorio, con locali molto più spaziosi, in Via Carlo Alberto, e nel 1928 viene aperto un negozio sopra i locali del secondo laboratorio.
Nel 1930 la società cambiò denominazione in "Dolciaria Milanese". Successivamente vennero aperti nuovi negozi in: Corso Buenos Aires, Piazzale Baracca, Viale Corsica, Largo Carrobbio, Corso Garibaldi, Piazza del Duomo. Nel 1937, la Motta cambia nuovamente ragione sociale e si trasforma in una Società per azioni.
Nell'estate del 1950 nasce la divisione gelati con la messa in produzione del famoso gelato Mottarello. Nel 1954, dopo che l'anno precedente aveva introdotto sul mercato quella che viene considerata la prima vera merendina italiana, ovvero il Buondì, Motta stringe un accordo con la multinazionale americana Nabisco per la produzione di crackers e snack salati nel mercato italiano. Angelo Motta scomparve tre anni dopo, nel 1957 a Milano. Dopo la morte del suo fondatore, la gestione della società verrà presa da Alberto Ferrante, principale dirigente dell'azienda ed amico personale di Angelo Motta, fino all'acquisizione di Motta da parte di SME.
Nel 1973 Ferrante lascerà ufficialmente tutte le sue cariche nella società al manager e consigliere Aldo Tartarelli, il quale a sua volta si dimetterà dall'azienda nel maggio del 1976, ossia quando SME annunciò la fusione di Motta e Alemagna in Unidal.

### La cessione alla SME
Nel 1968, il 35% del capitale della società Motta viene ceduto alla SME, la società finanziaria del settore agro-alimentare del gruppo IRI, che ne assume quindi il controllo (le rimanenti quote societarie erano suddivise tra gli eredi della famiglia Motta ed il flottante in Borsa).
A seguito dell'acquisizione da parte di SME anche del 50% del capitale dell'Alemagna, avvenuta nel 1970, a cui fece seguito nel 1974 l'acquisizione da Montedison dell'Alivar, un raggruppamento di aziende del settore alimentare (tra le quali Pavesi, Pai, Bertolli, De Rica), nel 1976 Motta e Alemagna vengono incorporate in Unidal (Unione industrie dolciarie e alimentari), società in origine controllata da SME per il 58% del capitale e partecipata da Bastogi, dalla famiglia Alemagna per il 18% delle azioni, dagli eredi della famiglia Motta per il 6% e per il resto quotata in borsa, la quale già nel 1977 verrà messa in liquidazione a causa delle forti perdite di bilancio generate e sostituita dalla Sidalm (Società Italiana Dolciario Alimentare Milano), società al 100% di proprietà di SME che IRI sarà costretta a far gestire fino al 1983 alla Sofin (altra finanziaria pubblica) per attuarne il risanamento ed evitare il possibile dissesto finanziario dell'intera SME, e che verrà a sua volta incorporata in Alivar nel 1986, ed infine, nel 1990, in Gruppo Dolciario Italiano, tutte società del gruppo SME. Le divisioni di produzione dei gelati di Motta e Alemagna erano invece state incorporate nel 1977 in Italgel. 

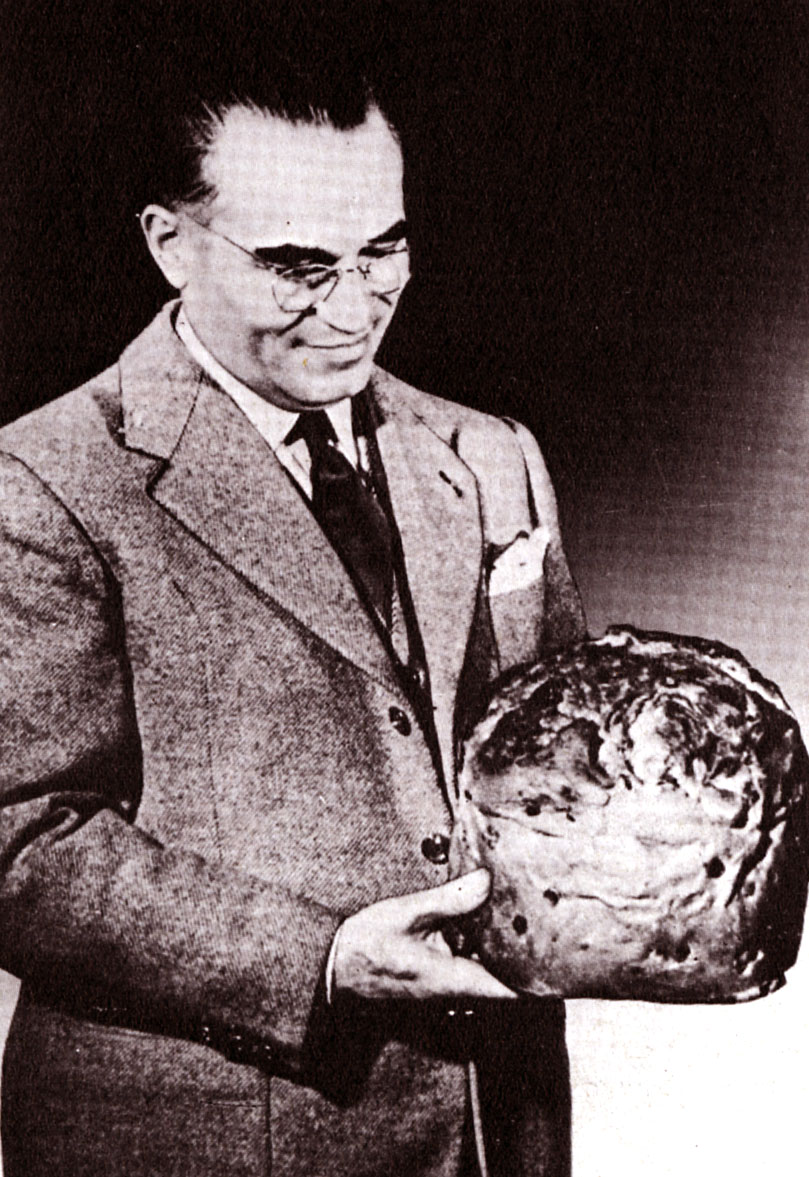
Angelo Motta con il panettone classico

### La privatizzazione
Nel 1990, ossia alcuni anni dopo la fallita cessione dell'intero gruppo SME alla Buitoni (Vicenda SME del 1985), IRI decide nuovamente di cominciare la privatizzazione delle sue attività agroalimentari, partendo dal settore dolciario. Nel luglio dello stesso anno viene sciolta Alivar e vengono costituite da SME tre nuove società con partecipazione dei privati: Nuova Forneria (joint venture il cui 49% del capitale è detenuto da Barilla Dolciaria e Ferrero) per la gestione del ramo delle merendine Motta, Pavesi (altra joint venture il cui 49% del capitale è detenuto dal gruppo Barilla) in cui viene inserita, oltre alla proprietà dell'omonimo marchio, la gestione del ramo dei crackers Motta, e Gruppo Dolciario Italiano (quest'ultima ancora al 100% di proprietà SME) a cui viene data la gestione del ramo dei prodotti da forno a consumo festivo (panettoni) e cioccolate dei marchi Motta e Alemagna.
Nel 1993 l'IRI, a seguito del processo di privatizzazione di varie divisioni industriali da parte dello Stato, vende i marchi di proprietà Italgel (Gelati Motta, Antica Gelateria del Corso, La Valle degli Orti) e Gruppo Dolciario Italiano (Motta, Alemagna) alla multinazionale svizzera del settore alimentare Nestlé.

## Situazione attuale
La società Italgel è scomparsa con la fine del XX secolo e la totale gestione della divisione gelati e surgelati è passata sotto il controllo di Nestlé. Dopo l'operazione che ha portato gli storici marchi italiani del settore alimentare sotto il controllo della multinazionale svizzera, il marchio Gelati Motta è stato focalizzato principalmente nel mercato dei gelati da passeggio (come Maxibon), mentre l'altro marchio di gelati controllato dal gruppo, Antica Gelateria del Corso, è stato concentrato nel segmento dei prodotti di consumo da tavolo al ristorante.
Ad ottobre 2016, Nestlé ha deciso di cedere le sue attività internazionali nel comparto gelati a Froneri, una joint venture partecipata per il 50% dalla società inglese R&R e per il restante 50% da Nestlé stessa. Sotto la nuova gestione di Froneri, il marchio Gelati Motta è stato riposizionato in una più vasta area di mercato, concentrata nei prodotti da supermercato del ramo del freddo. Il marchio Alemagna, di proprietà di Bauli nel comparto dei prodotti da forno e di Froneri nel ramo del freddo, nel segmento gestito dal gruppo inglese si occupa di specialità di pasticceria surgelata e crossaint, mentre il marchio Valle degli Orti, specializzato in prodotti alimentari surgelati da supermercato, è stato ceduto da Nestlé nel 2017 al gruppo tedesco Frosta insieme ad altri due marchi un tempo facenti parte della galassia Italgel che Nestlé aveva rilevato nel 1993 acquisendo la società italiana che era la divisione gelati e surgelati del gruppo SME: Mare Fresco e Surgela.
Per quanto riguardante il comparto dolciario, i marchi Motta, Tartufone e Alemagna sono stati collocati da Bauli nel tradizionale business della produzione di prodotti da ricorrenza quali pandoro, panettoni, colombe pasquali e cioccolate.
Fino alla cessione da parte di Nestlé delle sue attività internazionali nel segmento gelati a Froneri, le unità produttive ex-Italgel del comparto gelati e surgelati continuavano ad essere quelle degli anni '70, con la maggior parte della produzione basata nelle città di Parma e Ferentino (FR). Alla fine del 2017, Froneri ha deciso di chiudere lo storico stabilimento di Parma, in quanto secondo l'azienda i due siti produttivi si sovrapponevano. Tutta la produzione dei gelati Motta è stata quindi trasferita nel sito di Ferentino.
Il settore dolciario invece ha le sue sedi produttive principalmente basate nel sito produttivo di Bauli a Verona.
Il 31 luglio 2009 Nestlé e Bauli hanno sottoscritto l'acquisizione definitiva da parte di Bauli S.p.A. del ramo di azienda Nestlè denominato Business Unit Forno attivo nella produzione di dolci, lieviti e prodotti da forno commercializzati con i marchi Motta, Alemagna, Tartufone Motta, Trinidad e Gran Soffice, attività che Nestlè aveva rilevato nel 1993 con l'acquisizione dalla SME del Gruppo Dolciario Italiano, e del connesso sito produttivo di San Martino Buon Albergo (VR). L'accordo è operativo dal 1º agosto 2009; Bauli inoltre, rilevando interamente nel 2013 il gruppo Bistefani, che aveva a sua volta rilevato l'attività dei prodotti da forno a consumo continuativo a marchio Motta (cioè le ex Merendine Motta) da Nuova Forneria (joint venture tra SME, Barilla e Ferrero costituita nel luglio 1990 per rilevare la gestione di tale comparto dopo lo scioglimento di Alivar), ha riportato sotto un'unica proprietà il marchio Motta e le sue relative attività nei prodotti da forno, escludendo appunto quelle nel settore dei gelati, rimaste fino al 2016 (anno di cessione a Froneri delle attività nel comparto gelati del colosso alimentare svizzero) di proprietà di Nestlé, che le aveva rilevate sempre da SME nel 1993, con l'acquisizione della Italgel.

## Marchio aziendale
Il marchio originario della Motta era rappresentato da una "M" maiuscola stilizzata con le guglie del duomo, che aveva una doppia valenza di significato, ossia "Motta" e "Milano". Fu elaborato nel 1934 dal designer Severo Pozzati (detto Sepo) su incarico di Dino Villani, capo ufficio pubblicità di Motta. Dopo il passaggio della società alla SME, questo logo lascia il posto a una sorta di stendardo verticale a due punte con scritte bianche, azzurro per i gelati e rosso per i prodotti da forno. Dopo l'acquisizione del marchio da parte di Bauli, nel segmento dei prodotti da forno torna l'antico logo aziendale.
Dopo l'acquisizione del comparto gelati da parte della Nestlé, lo storico logo viene sostituito nel 1996, solo per questo settore, da una figura ovale bianca e azzurra con scritto al centro "Gelati Motta" (dal 2002 semplicemente Motta in rosso) e il marchio Nestlé in posizione superiore. Questo logo è un riadattamento del marchio dei "Glaces Gervais", adottato dalla multinazionale svizzera per le sue attività nel comparto gelati in Francia. Sarà poi adoperato da Nestlé come suo marchio di riconoscimento nel comparto gelati in tutto il mondo.

Logo storico Motta usato nella gestione SME
Logo storico dei Gelati Motta usato fino al 1995
Il logo Gelati Nestlé-Motta in versione bidimensionale
Il logo Gelati Nestlé-Motta in versione tridimensionale

## Altre produzioni
La Motta produsse nel 1919 il primo panettone, da cui nel 1950 derivò uno più piccolo, a cui venne dato il nome "Mottino", ritenuto il capostipite di tutte le merendine (il Buondì, infatti, arrivò nel 1953). Quello delle merendine Motta è stato un business particolarmente dinamico e tenuto in considerazione da SME negli anni '80 (oltre che nel decennio precedente: nel 1973 fu infatti introdotta sul mercato la Girella, destinata a diventare quasi uno status symbol di quei tempi), grazie alla creazione di un'ampia gamma di prodotti (che comprendeva la Girella Ricoperta, Ciocoroll, Crostatina, Krafen, Grandelizia, Tartufino, la versione merendina del gelato Maxistecco, Yo Yo, Mottina ed altri) a cui in quel periodo nelle confezioni erano inseriti regali e tessere per la raccolta punti associate a promozioni a premi (come la tenda indiana Tendy, Giacca dell'avventura di Indiana Jones, Motta-un mondo di amici, la linea di abbigliamento "YO" di Jovanotti for Motta, Batman, ecc.).
Negli anni settanta inoltre SME sviluppò il marchio Motta anche nel mercato degli snack al cioccolato, con la creazione di due prodotti tuttora in commercio, Ciocori (lanciato tra la fine degli anni '60 e i primi anni '70 insieme ad altri snack, tra cui Sofli e Gong) e Biancori; sempre in quegli anni SME tentò di lanciare il marchio Motta anche sul mercato delle creme spalmabili, attraverso la Genuita, prodotto che ebbe però scarso successo visto il predominio di Ferrero con Nutella su tale settore. Altro segmento tra i più commercialmente attivi del marchio al di fuori dell'originale esclusiva produzione di prodotti da ricorrenza è stato quello dei prodotti da forno salati con il relativo marchio Crackers Motta; dopo l'iniziale accordo con Nabisco, diventerà sotto la gestione SME uno dei business maggiormente importanti del marchio (insieme a gelati e merendine); tale ramo sarà poi ceduto da SME nel 1990 a Pavesi, joint venture tra la stessa SME ed il gruppo Barilla appositamente costituita per la cessione da parte di SME del marchio di biscotti di sua proprietà nell'ambito dell'operazione di scioglimento di Alivar, e successivamente messo da Barilla fuori dal mercato.

## Campagna pubblicitaria
A partire dalla fine degli Anni '80, l'azienda, consapevole dell'importanza della comunicazione televisiva, lanciò una serie di campagne pubblicitarie volte a far conoscere meglio i propri prodotti.

La popolarità di alcuni spot televisivi è stata tale che alcune frasi in essi contenute sono divenute dei veri e propri modi di dire d'uso comune tra cui:
- «Tartufon, c'est bon!»
- «Maxibon Motta, du gust is megl che uan!»
- «Stasera restiamo a casa mia perché c'è Motta con la Cremeria»
- «C'è Gigi? No? E la Cremeria?»

Nel corso degli anni inoltre, l'azienda nel pubblicizzare i propri prodotti si è avvalsa della partecipazione di alcuni personaggi dello spettacolo e dello sport. 
- L'interprete di colore dei famosi spot televisivi del Tartufone Motta negli anni '80 si chiamava Derek Griffiths, attore e showman britannico.
- Nel 1988 testimonial delle Merendine Motta fu Jovanotti, che era anche promotore di una campagna pubblicitaria per una raccolta punti (denominata Jovanotti for Motta) con la sua personale linea d'abbigliamento YO come premio.
- Nel 1994 in una serie di spot riguardanti il prodotto Maxibon, comparve quello che all'epoca era uno sconosciuto figurante pubblicitario, divenuto in seguito un noto attore cinematografico italiano: Stefano Accorsi. Nello spot compariva anche l"attrice spagnola Marián Aguilera (la "rossa" delle turiste).
- Nel 1998, ossia alcuni anni dopo gli spot che vedevano Accorsi come protagonista, venne lanciata una nuova campagna pubblicitaria del Maxibon con l'allora sconosciuta Cristiana Capotondi, in seguito divenuta una nota attrice italiana.
- In una campagna televisiva della metà degli anni '90 riguardante il Maxicono Motta, compariva come protagonista il tennista Davide Sanguinetti.
- Nel 1993 il protagonista della campagna pubblicitaria del Maxicono fu Andrea Giani, ancora oggi il pallavolista italiano con più presenze in Nazionale ed uno dei tre italiani, insieme ad Andrea Gardini e Lorenzo Bernardi, incluso nella "Hall of Fame" del volley, che ha sede nel museo di Holyoke. La scelta non fu casuale in quanto lo storico marchio Gelati Motta era sponsor di maglia della squadra di Parma.
- Tra agosto e settembre 2017 Motta propone una campagna pubblicitaria controversa dove delle persone irridono una bambina che chiede una colazione "che coniughi leggerezza e golosità" per poi essere travolte prima da 2 meteoriti (mamma e papà) e poi un Buondì gigante (il postino); il 18 marzo 2018 Bauli rivela su Facebook il finale dello spot.
- Da dicembre 2024 la stazione San Babila della linea M4 della metropolitana di Milano é sponsorizzata da Motta. Pellicolature brandizzate che presidiano tutte le aree di transito (atrio, scale, tornelli e banchine), 39 schermi digitali (11 ledwall nell’area tornelli e 16 monitor LCD sulle banchine) ed in più un intero treno rivestito all'interno con la livrea del marchio Motta caratterizzano la fermata offrendo agli utenti un’esperienza di fruizione immersiva.[25]

## Sport
Tra gli anni 80 e 90 del XX secolo, dapprima sotto la gestione Italgel e poi quella Nestlé, Motta aumentò la sua notorietà investendo massicciamente nelle sponsorizzazioni sportive.
Il connubio più longevo rimase quello con la squadra di pallavolo maschile del Parma, sviluppatosi dapprima tra il 1987 e il 1994 – la parentesi più nota e vittoriosa, in coincidenza con l'epopea della generazione di fenomeni nel volley italiano – e poi con un'appendice tra il 1999 e il 2002: in entrambi i casi il patrocinio avvenne attraverso la sottomarca Maxicono, con la società parmigiana che di conseguenza venne rinominata "Maxicono Parma".
Dal 1992 al 1994, inoltre, il marchio Motta fu sponsor di maglia della squadra di calcio maschile del Milan.